# Ceanothus parryi
Ceanothus parryi är en brakvedsväxtart som beskrevs av Trelease. Ceanothus parryi ingår i släktet Ceanothus och familjen brakvedsväxter. Inga underarter finns listade i Catalogue of Life.